# Новгородка (Псковская область)
Новгоро́дка — деревня в северо-западной части Пушкиногорского района Псковской области. Входит в состав сельского поселения «Новгородкинская волость».

## Расположение
- Деревня расположена в 86 км к югу от города Псков на пересечении автодорог М20 Санкт-Петербург — Псков — Киев и Р58 Новгородка — Пушкинские Горы — Новоржев — Локня.
- Удалённость от административного центра района — посёлка городского типа Пушкинские Горы составляет 22 км.
- Административный центр сельского поселения — деревня Рубилово находится в 8 км к востоку от деревни, на трассе Р58.

## Население
Численность населения деревни составляет 101 человек (2000 год).

## Инфраструктура
В деревне расположены почтовое отделение связи, автозаправочная станция, два кафе, продовольственный магазин. У поворота на Пушкинские горы до 2007 года действовал стационарный пост ГИБДД (сейчас в его здании пункт продажи страховок); в 2019 году был установлен светофор.
Справа по ходу движения находится стоянка большегрузных автомобилей; это продолжает традиции старого времени, когда Новгородка была стоянкой путников.

## Достопримечательности
- На восточной окраине деревни, у поворота на Пушкинские Горы установлен памятник на могиле советских воинов, павших в годы Великой Отечественной войны;
- Здание почтовой станции (1854).